# 阿部亮太郎
阿部 亮太郎（あべ りょうたろう、1962年（昭和37年） - ）は日本の作曲家。東京出身。東京芸術大学から同大学院に進学、音楽研究科作曲専攻を1989年に修了。現在、上越教育大学学校教育学部准教授。

## 作品一覧

### 管弦楽
- 宙吊りの海（1985年 日本交響楽振興財団作曲賞佳作）
- 逆説の網目（1992年 民音現代作曲音楽祭委嘱）

### 吹奏楽
- 吹奏楽のための「抒情小詩」（1979年）
- バラード（1980年）
- 吹奏楽のための「まつりのうた」（1980年）
- 吹奏楽のための「なみどけい」（1981年）
- 砂時計（1983年）
以上5作品は、東京都立大泉高等学校吹奏楽部第1回～第5回の定期演奏会に初演された。
- 嵌め込み故郷（1987年）
- 尺玉釣瓶打（1990年）
- 弔いとしての状況（1994年東京佼成ウインドオーケストラ委嘱作品）
- 五つの巻き貝 ～ふるさとの演奏会のために～（2001年）
- 吹奏楽の為の「四尺玉打揚之図」（2007年）
- 半覚醒まつり・免疫系小銀河（2012年）

### 合唱
- われに五月を（1990年 合唱 Pf）
- きりのないふたつの旋律（1993年 高田木曜会創立40周年記念演奏会委嘱作品 混声合唱、Pf）※詞は谷川俊太郎
- 光の卵を身ごもるために（1994年度東京混声合唱団委嘱作品。混声四部合唱）※詞は吉田加南子

### 室内楽
- 母の子守唄と父によるその4つの注解 A mother's lullaby and father's four annotations.（1988年 9′30″ Vn, Fl, Cl, Hp, Pf, 2Perc）
- 囚われの海（1989年 6Perc）
- ノヴェレッテ（1990年 Pf-4hand）
- 反転原風景（1990年）
- レンズ雲（1991年Ob, Pf）
- 不在の網目 I（1993年/1995年 Pf）
- スケッチブックから（1995年 Pf）
- まなざしへのまなざし（1995年 Pf）
- この世という発作（1997年 Fl<Picc&AltFl>, Cl, Vn, Perc, Pf）
- 呼吸の縮図（2002年 Fl, Cl）
- 終わりの風 Le Vent de la Fin（2004年 9'Vib）
- 「いくつかの間奏曲」より（2006年 Pf）